# Ksawery Fiszer

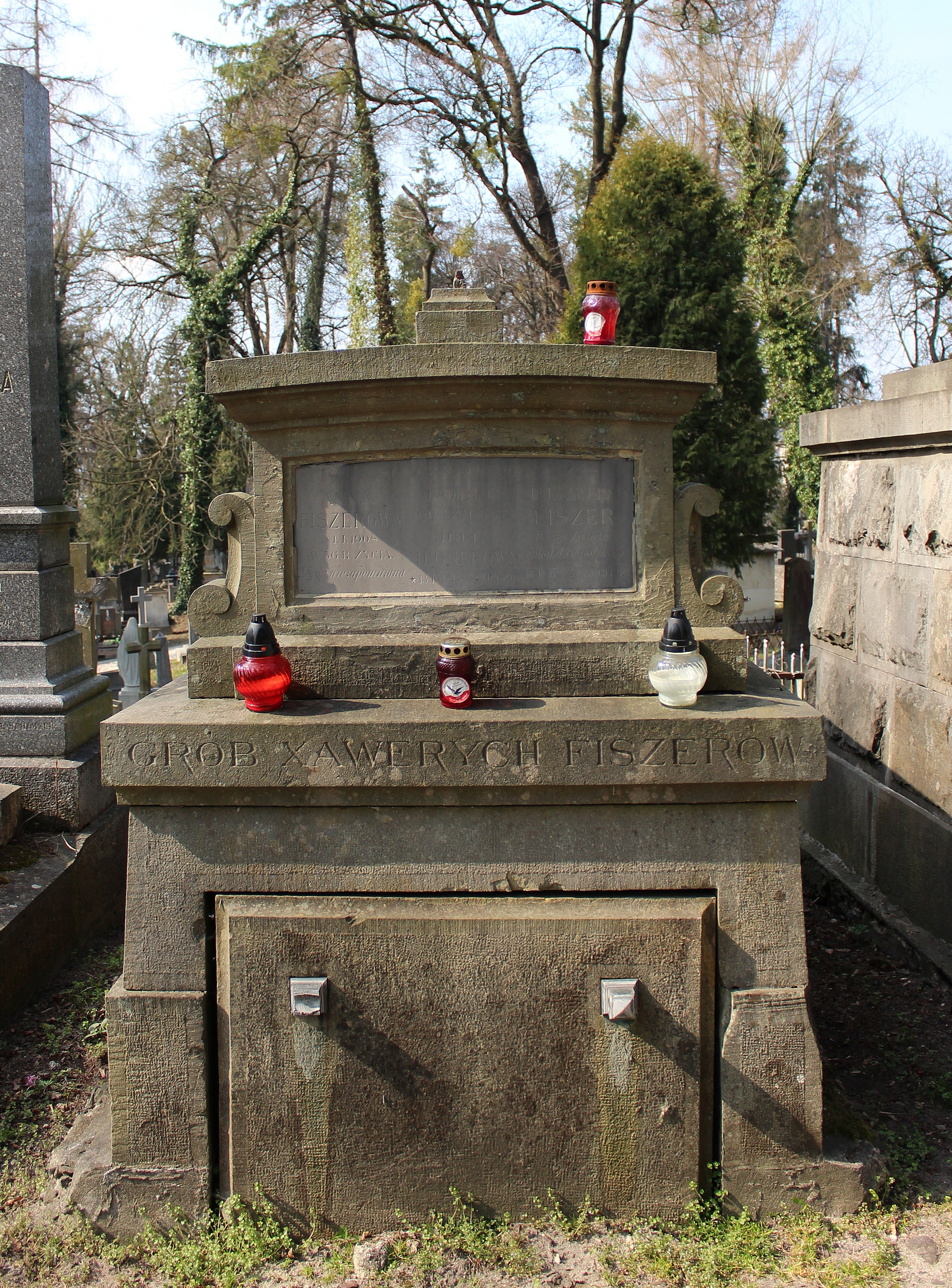

Ksawery Fiszer (ur. 3 grudnia 1847, zm. 28 marca 1918 we Lwowie) – członek Komendy Związkowej Stałych Drużyn Sokolich.
Ukończył studia z tytułem doktora. Został działaczem Polskiego Towarzystwa Gimnastycznego „Sokół”. Był prezesem Związku Polskich Gimnastycznych Towarzystw Sokolich w Austrii od 1899 do 1918. Był członkiem honorowym Sokoła-Macierzy, Sokolstwa Polskiego w Ameryce, Związku gimnastycznego chorwackiego i Związku Narodowego Polskiego w USA. był redaktorem pism Przewodnik Gimnastyczny „Sokół” i „Skaut”.